# Aganisia
Aganisia là một chi thực vật có hoa trong họ Lan. Chúng sống chủ yếu ở vùng Nam Mỹ và được John Lindley mô tả khoa học lần đầu tiên năm 1853.

## Các loài
- Aganisia cyanea (Lindl.) Rchb.f (syn. Acacallis cyanea Lindl. 1853, Acacallis hoehnei (Hoehne) Schltr. 1918)
- Aganisia fimbriata Rchb.f (syn. Acacallis fimbriata (Rchb. f.) Schltr. 1918, Acacallis coerulea (Rchb. f.) Schltr. 1918, Acacallis oliveriana (Rchb. f.) Schltr. 1914)

## Hình ảnh

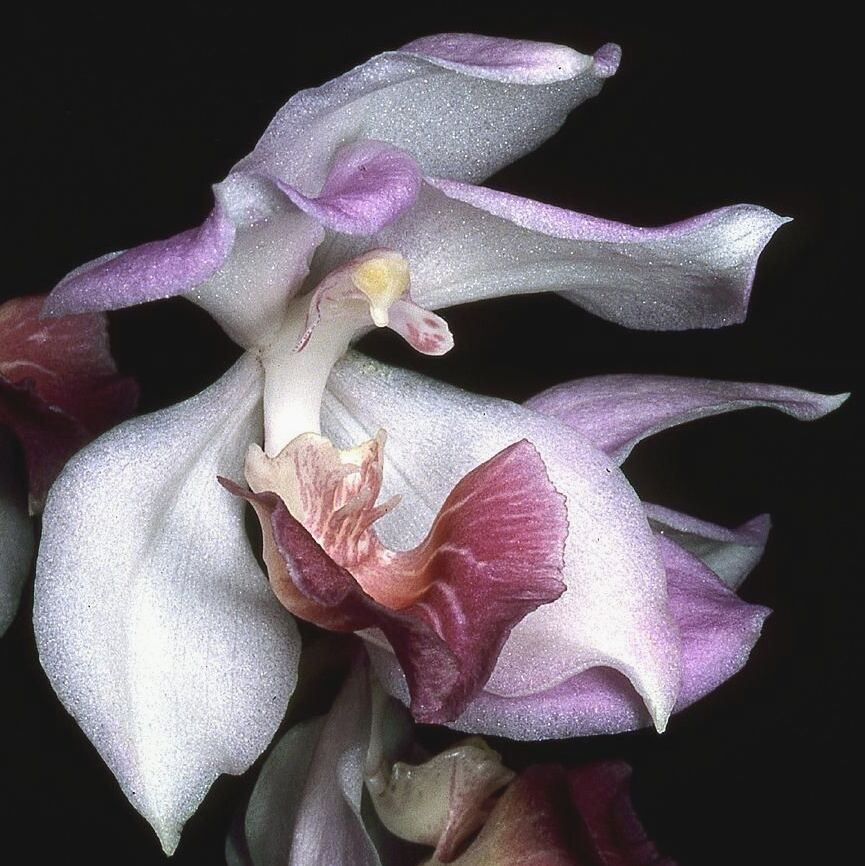